# 和歌山県道・三重県道780号熊野川紀和線
和歌山県道・三重県道780号熊野川紀和線（わかやまけんどう・みえけんどう780ごう くまのがわきわせん）は、和歌山県新宮市から三重県熊野市に至る一般県道である。

## 概要
和歌山県新宮市熊野川町日足から三重県熊野市紀和町矢ノ川に至る。
起点からすぐの場所に和歌山県と三重県の県境を流れる熊野川に架かる三和大橋がある。1車線の狭い道が所々にある。

### 路線データ
- 起点：和歌山県新宮市熊野川町日足（国道168号交点）
- 終点：三重県熊野市紀和町矢ノ川（国道311号交点）
- 総延長：18.830 km
  - 和歌山県：0.114 km
  - 三重県：18.716 km

## 路線状況

### 重複区間
- 三重県道740号小船紀宝線（三重県熊野市紀和町和気 - 熊野市紀和町楊枝）
- 三重県道765号長尾板屋線（三重県熊野市紀和町板屋・板屋交差点 - 熊野市紀和町大栗須）

### 道路施設

#### 橋梁
- 和歌山県
  - 三和大橋（熊野川、新宮市 - 三重県熊野市）

## 地理

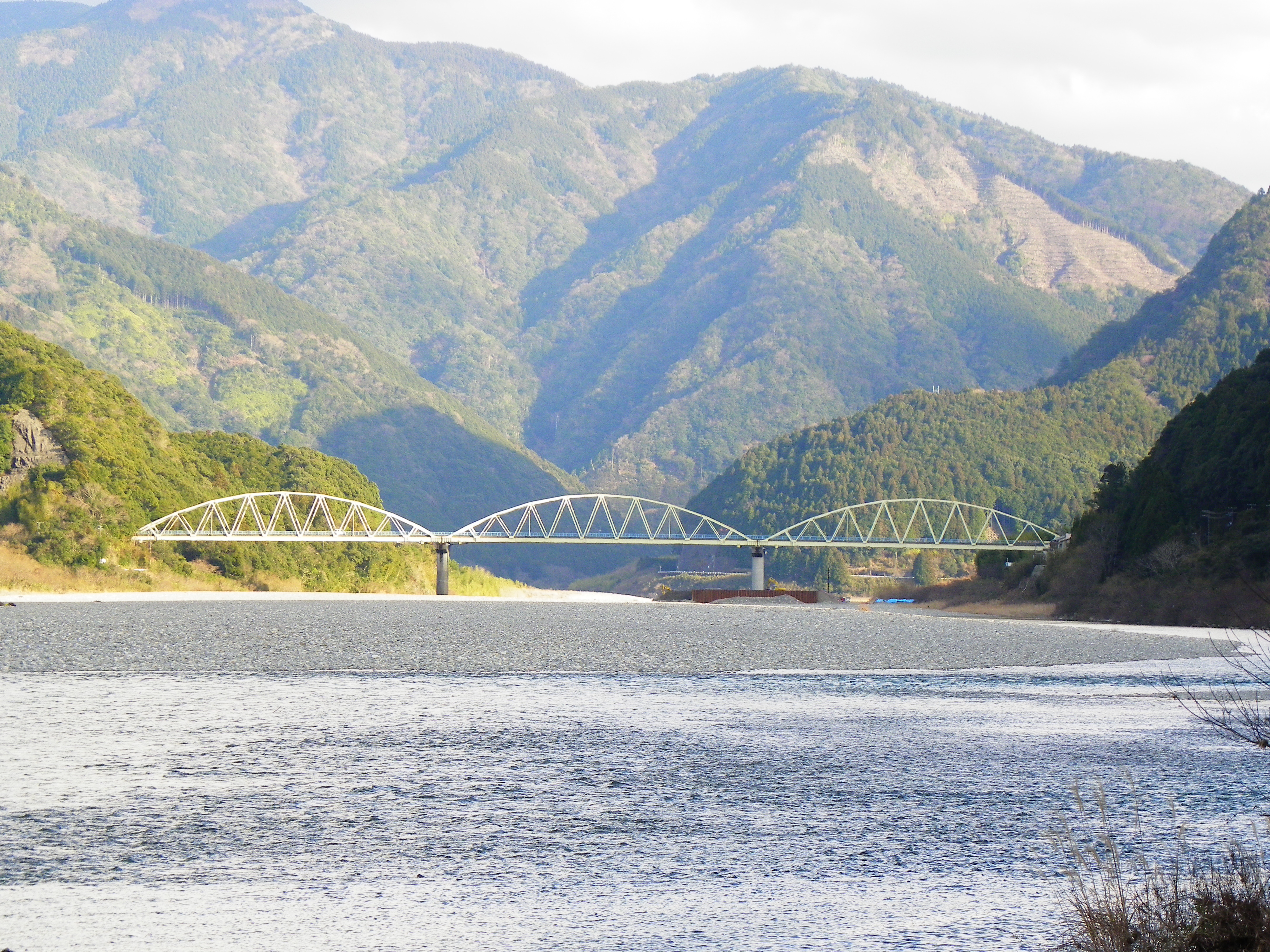
三和大橋

### 通過する自治体
- 和歌山県
  - 新宮市
- 三重県
  - 熊野市

### 交差する道路
| 交差する道路                                   | 都道府県名 | 市町村名 | 交差する場所 | 交差する場所 |
| ---------------------------------------------- | ---------- | -------- | ------------ | ------------ |
| 国道168号                                      | 和歌山県   | 新宮市   | 熊野川町日足 | 起点         |
| 三重県道740号小船紀宝線 重複区間起点           | 三重県     | 熊野市   | 紀和町和気   |              |
| 三重県道740号小船紀宝線 重複区間終点           | 三重県     | 熊野市   | 紀和町楊枝   |              |
| 国道311号 三重県道765号長尾板屋線 重複区間起点 | 三重県     | 熊野市   | 紀和町板屋   | 板屋交差点   |
| 三重県道765号長尾板屋線 重複区間終点           | 三重県     | 熊野市   | 紀和町大栗須 |              |
| 国道311号                                      | 三重県     | 熊野市   | 紀和町矢ノ川 | 終点         |

### 沿線
- 新宮市役所 熊野川行政局
- 熊野川
- 熊野市役所 紀和庁舎
- 道の駅熊野・板屋九郎兵衛の里
- 熊野市立入鹿中学校
- 熊野市立入鹿小学校